# Kitee-i Evangélikus Népfőiskola

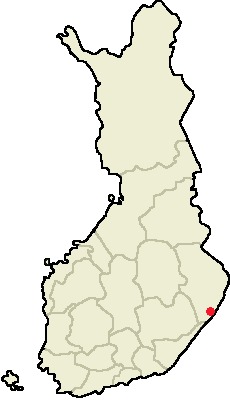
Kitee elhelyezkedése Finnország térképén

A kitee-i Evangélikus Népfőiskola Kelet-Finnországban található, Joensuutól megközelítőleg 60 kilométerre délre és Savonlinnától hozzávetőlegesen 80 kilométerre keletre.
Az iskola széleskörű oktatást kínál a felnőttek számára. Rendelkezésre állnak például finn nyelvtanfolyamok bevándorlók számára, alapszintű iskolai képzés és szakképzés felnőttek részére, mindemellett nyári táborok gyerekeknek és idősödő embereknek is. 
Minden évben csaknem 200 diák vesz részt a hosszú tanfolyamokon és mintegy 2500 hallgató működik közre a rövid tanfolyamokon.
A rövid tanfolyamokat túlnyomórészt nyáron tartják meg, ennek értelmében iskolánk egész évben tevékenykedik. A rövid tanfolyamok tartalmai közé tartozik például a nemzetközi tudományos táborok, a nyelvtanfolyamok, a sport- és jóléti, továbbá a társadalmi tanulmányok.
A kitee-i Evangélikus Népfőiskolát a Finn Oktatási és Kulturális Minisztérium elismeri, valamint az iskola betartja a rendelkezéseket.
Mint bentlakásos iskola, a népfőiskola támogatja a közösségérzetet és egy életképes választást óhajt kínálni, hogy hozzásegíthesse az egyéneket a lehetőségeik eleget tevéséhez. A tanulási folyamat lényeges vezérelvei magukba foglalják a fenntartható fejlődés támogatását, a nemzetközi és kulturális tudatosságot, az egyenértékű jogokat megegyező tisztelettel és a nyílt kölcsönös viszonyt.
Mivelhogy az iskola diákotthonnal is rendelkezik, ezért a diákoknak lehetőségük van a tanulmányaik alatt az iskolában élni.

## Alkalmazkodási képzések bevándorlóknak
Azok számára, akik szeretnének:
- Finnországban élni
- finn nyelvet tanulni
- Finnországról, a finn társadalomról és a finn kultúráról tanulni

## A tanárok
A népfőiskola tanfolyam-kínálata széles és a tanári testületben különféle szakemberek találhatóak meg.
A legismertebbek a több tudományágat oktató, valamikori baseball játékos Pasi Pirinen, továbbá a zene tanár, Plamen Dimov.
Plamen Dimovot a “Nightwish atyjának” is nevezik, mivelhogy tanára és háttér-támogatója volt többek között Tarja Turunennek és Tuomas Holopainennek a kitee-i székhelyű metál együttes kezdeti időszakában.
Úgyszintén hegedűn játszott a Nightwish Oceanborn-lemezén.
|  |  |  |  |